# Caupedactylus
Caupedactylus è un genere estinto di pterosauro tapejaride vissuto nel Cretaceo inferiore, circa 100 milioni di anni fa (Albiano), in quella che oggi è la Formazione Romualdo, del bacino di Araripe, nel nord-est del Brasile. L'unica specie ascritta a questo genere è C. ybaka, specie descritta e nominata da Alexander Kellner, nel 2013. L'animale è noto principalmente per un cranio completo, la mandibola e uno scheletro post-cranico parziale.